# Carl Lundström
För andra betydelser, se Carl Lundström (olika betydelser).
Carl Ulf Sture Lundström, född 13 april 1960 i Filipstad, Värmlands län, död 10 mars 2025 i Slovenien, var en svensk företagare, finansman och högerextrem politisk aktivist. När hans far Ulf Lundström avled 1973 blev Lundström en av fem arvtagare till Wasabröd, grundat av farfadern Karl Edvard Lundström, och dotterbolaget OLW. Bolagen såldes 1982 till schweiziska läkemedelsföretaget Sandoz vilket gjorde Lundström till mångmiljonär. Sedan 2008 var han folkbokförd i Schweiz. Han hade även en bostad söder om Göteborg där hans fru och barn bor. I september 2021 kandiderade Lundström i kyrkovalet för partiet Alternativ för Sverige.

## Engagemang i näringslivet
Lundström drev, grundade och finansierade flera företag. Han finansierade och drev Swegame AB  som utvecklade och tillverkade ishockeyspel och fotbollsspel, finansierade Gradic Wire AB som exploaterade ett patent för stränggjutning av legeringstråd samt finansierade Montera Automation AB. 1998 grundade Lundström telekomföretaget Rix Port80 (tidigare Rix Telecom AB). Lundström arbetade på Rix Port80 tills bolaget den 20 november 2007 såldes till börsnoterade operatören Phonera.
År 2005 tillhandahöll Lundströms företag Rix Port80 tekniska tjänster åt The Pirate Bay och enligt kammaråklagaren Håkan Roswall var Lundström även delägare i sajten.

## Politiskt engagemang och aktivism
Lundström deltog i framför allt invandringskritisk debatt, uppgav att han var emot invandring och uppmärksammades i högerextrema och främlingsfientliga kretsar. Han kallade sig själv "oppositionell" och hävdade i en intervju med Svenska Dagbladet att "media alltid förföljt oppositionella".
Redan 1982 väckte Lundström uppseende på Värnpliktskonferensen när han iförd sin kustjägaruniform i ett tal krävde mer resurser, striktare regler och att Värnpliktskonferensen skulle läggas ner. Lundström var under 1980-talet medlem i den rasistiska organisationen Bevara Sverige Svenskt (BSS) och senare även chefredaktör för Framstegspartiets tidning F-pressen och han har stått på det partiets valsedlar. Han har också varit aktiv i den invandrarfientliga rörelsen Folkviljan och massinvandringen och skänkt pengar till Nationaldemokraterna. 1992 blev Carl Lundström medlem i Ny demokrati men när media uppmärksammade hans tidigare medlemskap och förehavanden krävde partiledningen att han skulle lämna partiet, vilket han gjorde i mars 1992. År 2005 stödde Lundström en grupp medlemmar inom Skattebetalarnas förening som kandiderade till styrelsen för organisationen. Han beskrev sig själv som en av de drivande bakom det som i media beskrevs som ett kuppförsök. Kandidaterna hade kopplingar till Sverigedemokraterna och ville koppla den svenska skattekvoten till invandringsfrågan.
Lundström drev 2007–2008 podradiostationen Sveriges Fria radio ihop med Jan Milld. I kanalen medverkade bland annat Nils-Eric Hennix, en före detta partiledare för Nationaldemokraterna. I kanalen varnade Lundström för Nato och sade att Sverige inom 50 år kan ha en befolkning med lika delar från Sverige, Mellanöstern och Afrika. Han talade i samma inslag om slutet för Sverige och svenskarna som ett distinkt folk, båda ett  uttryck för idéer om ett folkutbyte. Lundström skrev regelbundet krönikor i webbtidningen Fria Tider, oftast om invandrarrelaterade frågor och utrikesnyheter.

## Åtal

### Misshandel och ofredande
År 1986 åtalades Lundström för misshandel och ofredande i samband med ett uppmärksammat misshandelsfall i Gamla stan där chilenare misshandlades av högerextrema skinnskallar. Lundström dömdes till böter för att ha hotat en person från USA och villkorlig dom för att ha misshandlat en chilenare.

### The Pirate Bay-målet

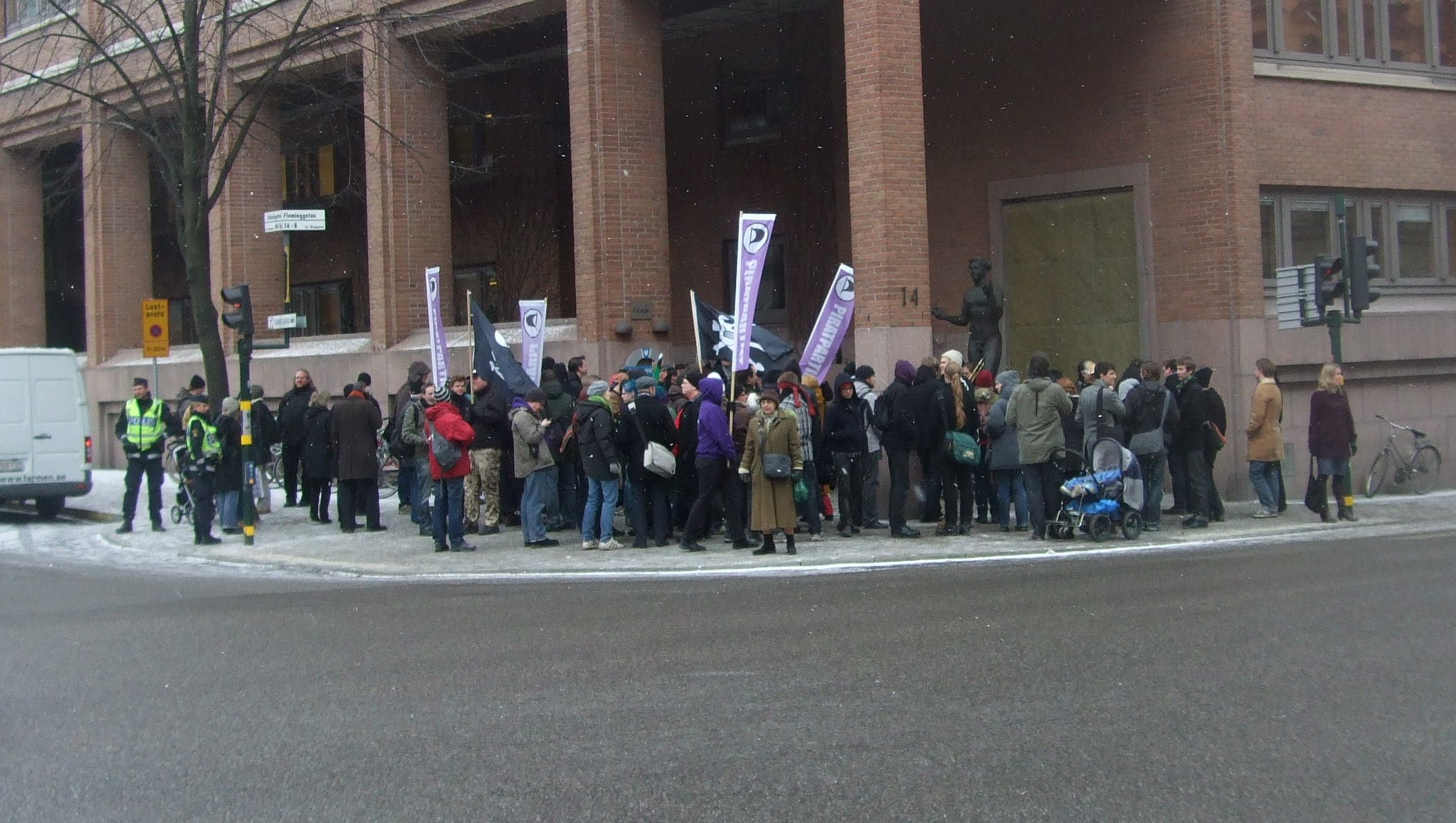
Demonstranter protesterar mot Pirate Bay-rättegången under rättegångens första dag.

Lundström dömdes 2009 till ett års fängelse och skadestånd för medhjälp och förberedelse till brott mot upphovsrättslagen, bland annat eftersom hans företag Rix Port80 tillhandahöll tekniska tjänster åt The Pirate Bay 2005.
Domen överklagades och den 26 november 2010 meddelade Svea hovrätt att straffet sänktes till fängelse i fyra månader för medhjälp till upphovsrättintrång, ett straff han till en början avtjänade med fotboja i Göteborg, därefter som intagen vid Anstalten Skänninge. Han ansågs ha fungerat som medhjälpare till brottet genom att ha tillhandahållit datorer och internetuppkoppling gratis, samt datorskåp mot ersättning. I och med Svea hovrätts dom höjdes skadeståndet till 46 miljoner kronor.

## Tvist med Skatteverket
Under 2008 utreddes Lundström av Skatteverket som misstänkt för att ha odeklarerade tillgångar i Liechtenstein-banken LGT. På banken hade Lundström mellan 19 och 20 miljoner kronor. I juni 2009 beslöt Skatteverket att upptaxera Lundström vilket han överklagade. 2010 uppgav han i en inlaga till Göteborgs förvaltningsrätt att han inte hade råd med en fortsatt skatteprocess mot Skatteverket och drog därmed tillbaka sin överklagan. Därmed kvarstod kravet att han skulle betala ytterligare 18,5 miljoner kronor i skatt för taxeringsåren 2003–2007.

## Död
Lundström omkom i en flygkrasch i Slovenien 2025. Han framförde själv flygplanet. Han blev 64 år.